# 锈笔螺
锈笔螺（学名：Nebularia ferruginea），又名粗斑筆螺，是筆螺科圓筆螺屬下的一个海螺物种，屬於新腹足目的腹足纲软体动物。

## 分佈
主要分布于印度尼西亚、中国大陆，常栖息在潮间带。